# Пресня (станция)
Пре́сня — участковая железнодорожная станция Малого кольца Московской железной дороги в Москве. Входит в Московско-Курский центр организации работы железнодорожных станций ДЦС-1 Московской дирекции управления движением. По основному характеру работы является участковой, по объёму работы отнесена ко 2 классу.

## Расположение
Располагается в Хорошёвском районе Москвы в промзоне между Магистральными улицами и Силикатными проездами. По причине отсутствия в непосредственной близости от станции жилых кварталов от сооружения остановочного пункта МЦК в центральной части станции было решено временно отказаться, зарезервировав место для перспективной платформы в междупутье первого и второго главного пути.

## Устройство станции

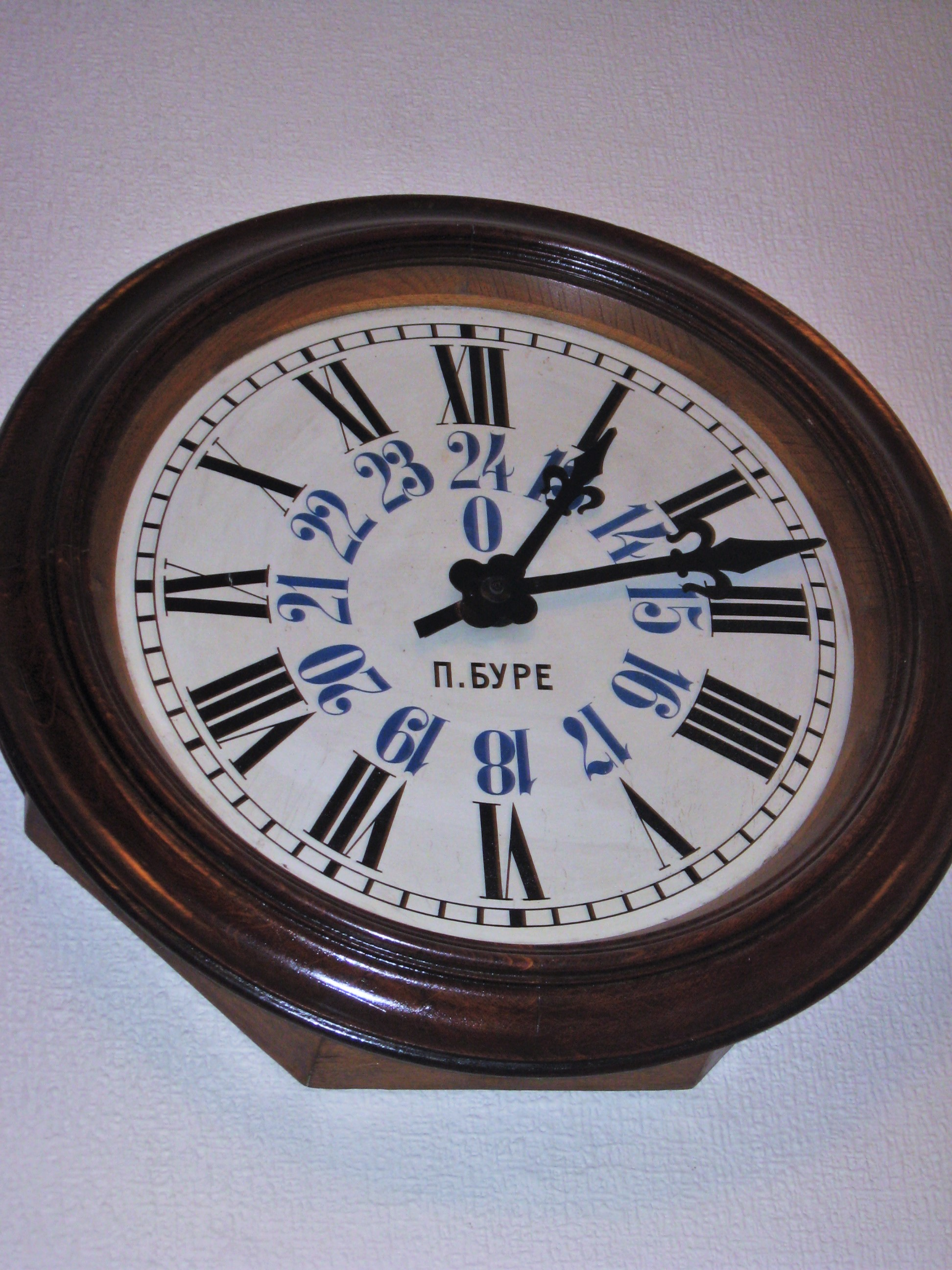
Действующие часы «П.Буре» — экспонат музея на станции Пресня

На станции два парка - Пресня (историческая часть) и Кутузово (бывшая станция Кутузово). Имеет 10 приёмоотправочных путей. Стрелочных переводов — 91.
Станция участковая. От южной горловины основной части станции отходит соединительная ветвь № 27 на Смоленское направление МЖД, на станцию Москва-Товарная-Смоленская. Вторая ветвь № 26 идёт на станцию Фили, восстановлена в 2016 году. От северной горловины — Октябрьская ветвь, ранее шедшая к станции Октябрьские казармы, после её частичной ликвидации отсутствует полотно до 4-й Магистральной улицы. От бывшей электрифицированной Брянской соединительной ветви через пост им. Бадаева и ст. Камушки после строительства участка ТТК в 1998 году остались только съезды от Москвы-Тов.-Смоленской и от Москвы-Пасс.-Киевской, присоединённые к Малому кольцу, ныне их примыкание также в границах станции Пресня.
К станции примыкает пять подъездных путей необщего пользования, ведущих, в частности, к предприятиям ДСК-1, Ингеоком-КСМ, Спецстройбетон-ЖБИ № 17, на долю которых приходится 99 % грузовой работы станции. Выручка от грузовой работы в 2011 составила 211 млн руб. (максимальный показатель на Малом кольце МЖД), всего было выгружено 23010 вагонов и погружено 1577 вагонов. В 2017 году средняя выгрузка – 1000 вагонов в месяц, в сутки 30-35 вагонов, выручка от грузовой работы около 20 млн рублей ежемесячно. На 2021 год остается единственной станцией МОЖД, на которой сохранился значительный объем грузовой работы.
На станции сооружены особые высокие спецплатформы, рампы для выгрузки воинских эшелонов с военной техникой, прибывающих в Москву со станции Селятино для участия в майских парадах Победы.
Станция оборудована микропроцессорной централизацией стрелок и сигналов на базе EBIlock-950. В границах находится бывшая станция Кутузово (12 стрелок), дистанционное управление ведётся через систему диспетчерской централизации Сетунь. Бывший некогда полустанок Потылиха южнее Кутузово (примыкание одной из ветвей от Москвы-Сорт.-Киевской) также в границах парка Кутузово станции Пресня.
Своим маневровым локомотивом Пресня обслуживает также соседнюю станцию Серебряный Бор, находящуюся в оперативном подчинении.

## Персонал
Персонал станции — 28 сотрудников, включая начальника, двух его заместителей, десять дежурных по станции, пять составителей поездов, а также операторы СТЦ, приёмосдатчики груза и багажа, два агента центра фирменного транспортного обслуживания.

## Музей МОЖД
В историческом здании станции 1908 года, построенном по проекту архитектора Александра Померанцева, в августе 2019 года открылся Музей Московской окружной железной дороги на станции Пресня. Экспозиция музея, которая включает в себя уникальные исторические предметы и мультимедийное оборудование, рассказывает об основных вехах строительства Московской окружной железной дороги и её трансформации в современную транспортную систему – МЦК. Среди экспонатов музея — единственный сохранившийся раритетный экземпляр настенных часов «П. Буре», которыми в 1908 году были украшены все станции новой грузовой дороги.

## Реконструкция
В 2012 — 2016 году была произведена полная реконструкция станции для запуска пассажирского движения на Малом кольце МЖД (МЦК). Согласно одному из планов, подразумевавших поступенчатое открытие движения, участок «Пресня —Канатчиково» должен был быть запущен первым.
В границах станции расположено несколько остановочных пунктов МЦК: Хорошёво, Деловой центр, Кутузовская, Шелепиха. Ранее также существовали Пресня, Кутузово (ныне парк) и полустанок Потылиха.
Из-за наличия трёх мостов через Москву-реку, Гагаринского тоннеля, близости Третьего транспортного кольца и сложного рельефа на этом девятикилометровом участке от строительства третьего главного пути было решено отказаться.

## Галерея

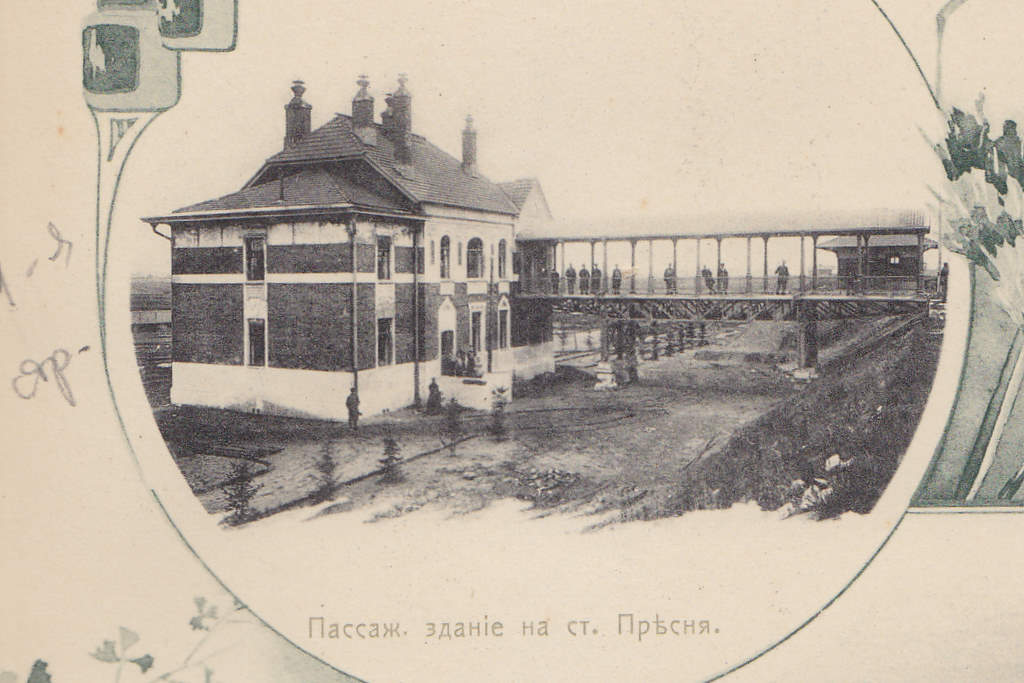
Станционное здание в 1908 году
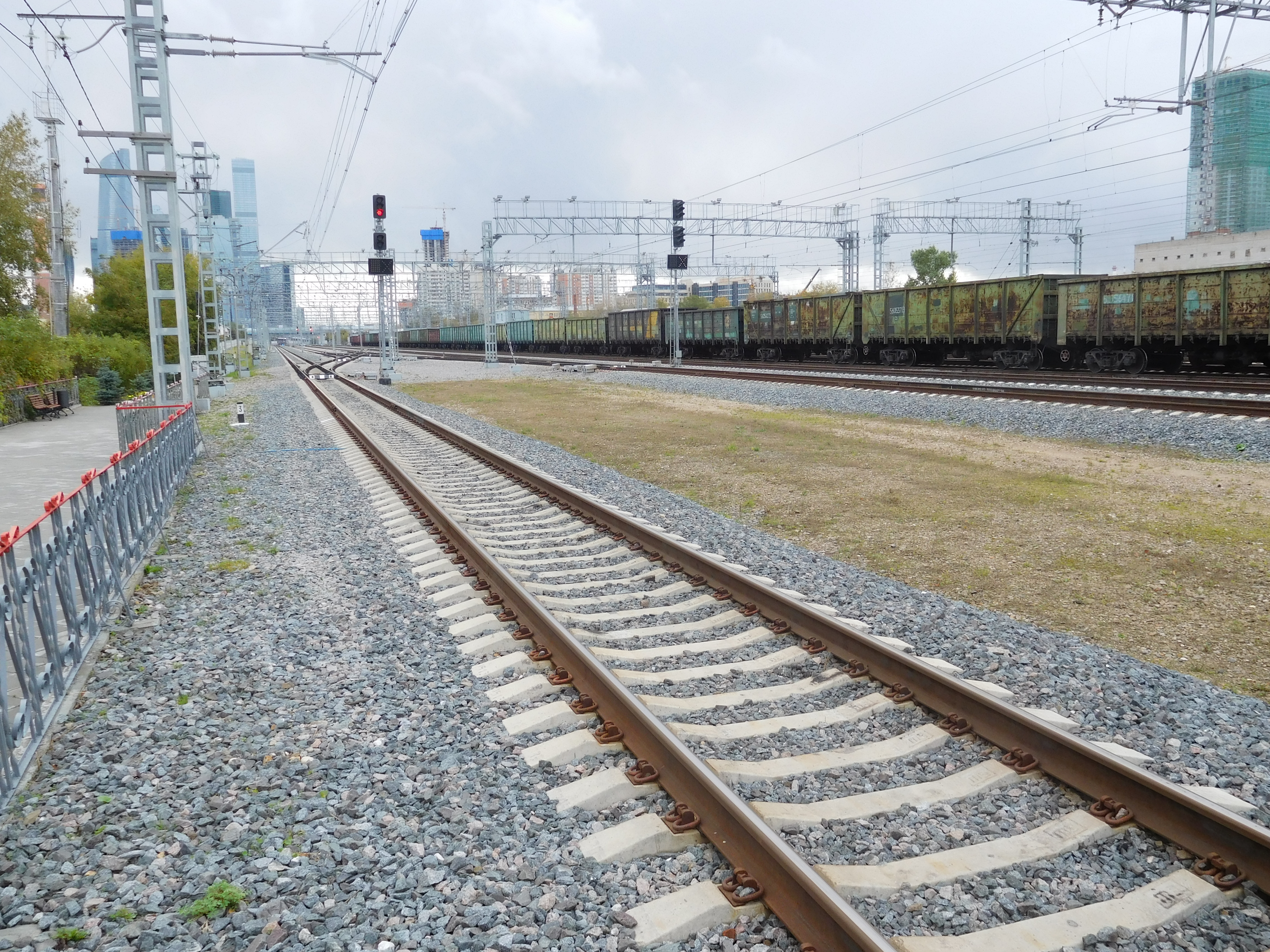
Южная горловина станции
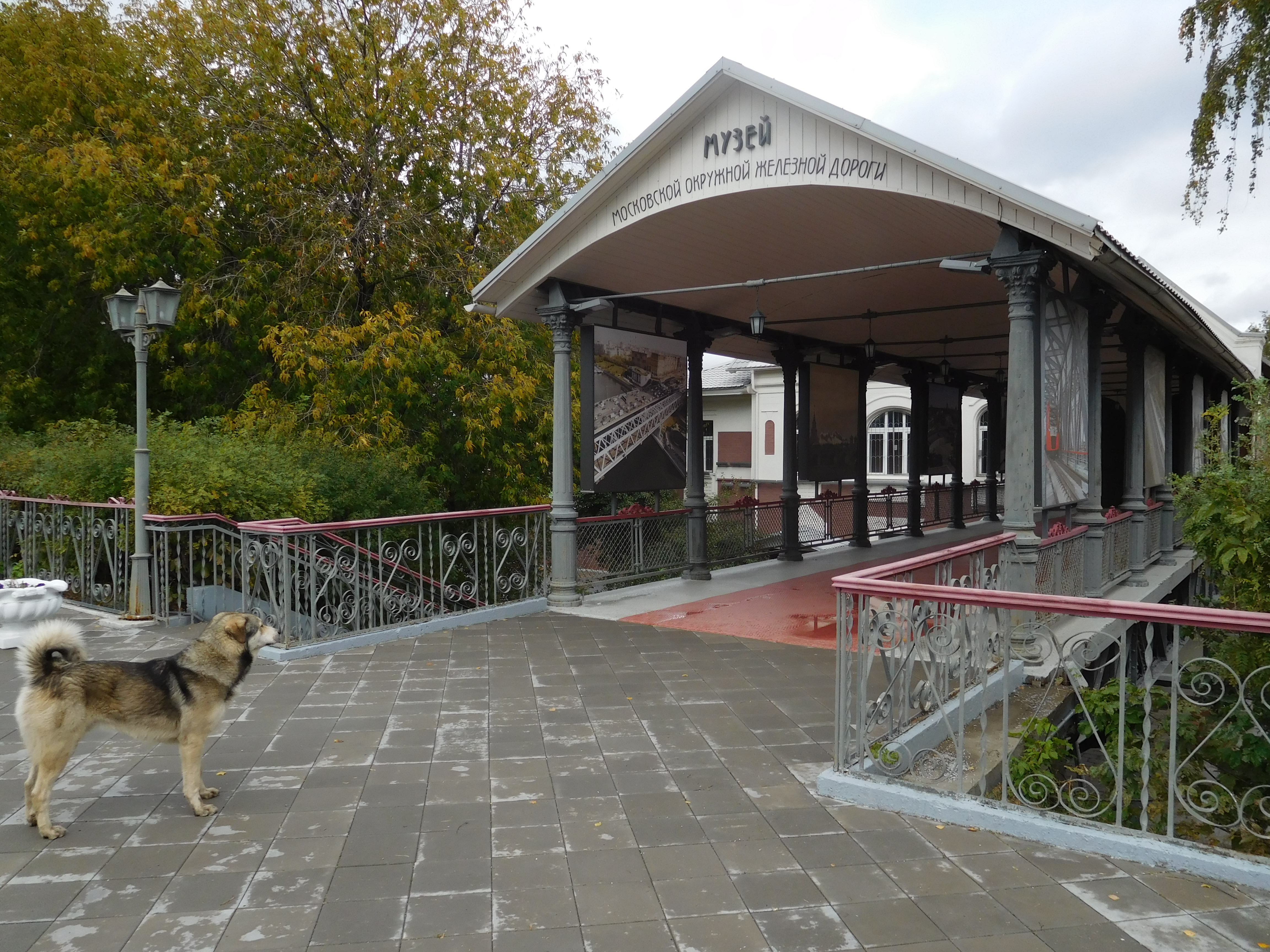
Музей Московской окружной железной дороги на станции Пресня
Станция Пресня в январе 2012 года, перед реконструкцией